# Villiers-en-Plaine
Villiers-en-Plaine – miejscowość i gmina we Francji, w regionie Nowa Akwitania, w departamencie Deux-Sèvres.
Według danych na rok 1990 gminę zamieszkiwały 1153 osoby, a gęstość zaludnienia wynosiła 41 osób/km² (wśród 1467 gmin regionu Poitou-Charentes Villiers-en-Plaine plasuje się na 261. miejscu pod względem liczby ludności, natomiast pod względem powierzchni na miejscu 197.).